# سي بي إستوديانتس
سي بي إستوديانتس (بالإنجليزية: CB Estudiantes)‏ هو فريق كرة سلة إسباني تأسس في 1948 يقع في منطقة مدريد. يلعب في دوري ليغا أيه سي بي.

## وصلات خارجية
- الموقع الإلكتروني